# Kuaiji
 (20 août 2019).

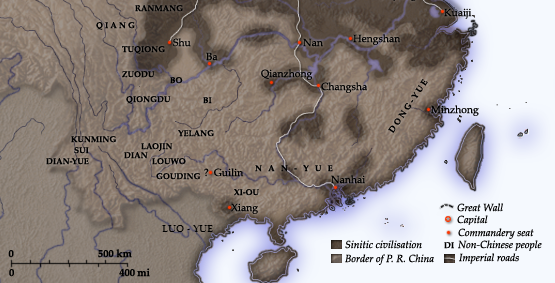
Carte de la Chine sous l’empire Qin (le Kuaiji se trouve en haut à droite)

Le Kuaiji (chinois simplifié : 会稽 ; chinois traditionnel : 會稽 ; pinyin : kuàijī) est une région chinoise et une ancienne commanderie proche de la baie de Hangzhou.
Au cours d'un épisode célèbre de la période des Trois Royaumes, le Kuaiji fut dirigé par Wang Lang avant l'attaque par l'armée de Sun Ce qui en prit le contrôle en 196. Wang Lang fuit la région et rejoint Cao Cao.

## Origine et emploi du nom
Le nom vient des monts Kuaiji, un site important pour les Yue de la région et que la légende chinoise associe au mausolée de Yu le Grand et à la visite qu'y fit Qin Shi Huang. Il existe différentes étymologies populaires du nom chinois 会稽 / 會稽 mais il s'agit probablement simplement de la transcription en caractères chinois d'un nom de lieu proto-Wu.
La prononciation du nom n'est pas certaine. Outre Kuaiji, on trouve par exemple les variantes Guaiji et Guiji.
Toute la région mais aussi des villes telles que l'actuelle Suzhou, première capitale du Kuaiji sous Qin Shi Huang, puis la ville-préfecture de Shaoxing et plus précisément le district de Yuecheng, ont pu porter le nom de « Kuaiji » parallèlement à leurs autres noms.